# HOYA
HOYA är det första albumet i en svit av och med Malou Berg. Med slagverk och keyboards, flöjter, solo och tjejkör. Texten är på ett påhittat språk. HOYA släpptes på etiketten MALOU maj 2003. Medverkande musiker: Kristina Aspeqvist, afrikanska slagverk, Bo Westman, keyboards och producent, Björn J:son Lindh, flöjter, solo samt tjejkör. Inspelat och mastrat av Lars Nilsson, Nilento Studio.

## Låtlista
1. Hoy Hah Hah
2. HOYA!
3. Akeondo
4. Katoomba
5. Owaije
6. U.Å.A.A.
7. Gaia Donna
8. Frid
9. Eyabana Ya
10. Aya Yaya
11. Yadi Yadi